# Georgsmoos
Das Georgsmoos (Tetraphis pellucida), auch Durchscheinendes Vierzahnmoos genannt, hat seinen wissenschaftlichen Namen dem Besatz der Sporenkapsel mit vier Peristomzähnen zu verdanken. Es gehört zur Familie Tetraphidaceae.

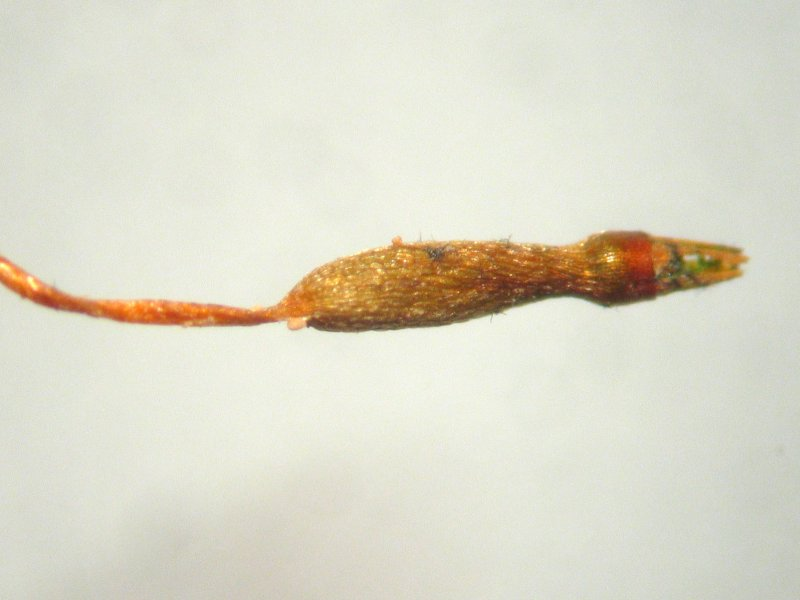
Sporogon mit Seta und Kapsel

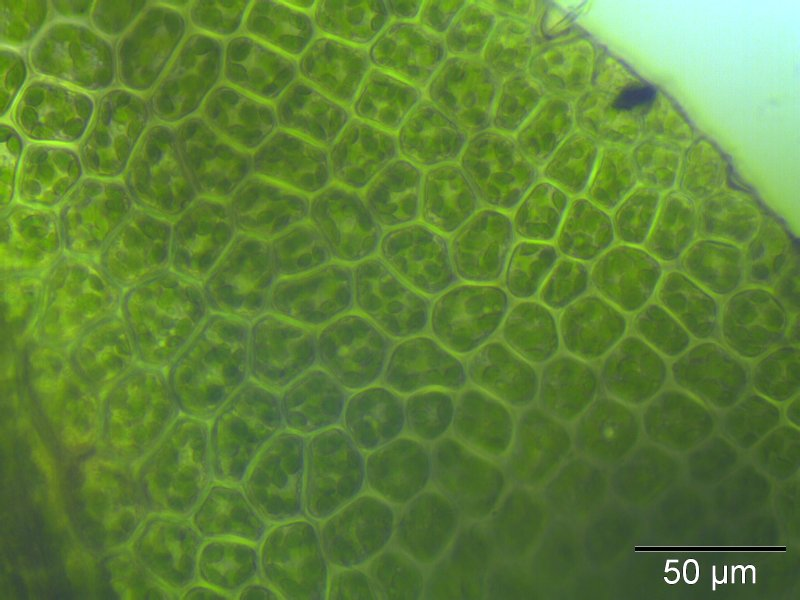
Laminazellen (etwa 400× vergrößert)

## Merkmale
Das 1 bis 2 cm hohe Moos bildet hellgrüne, im unteren Teil rötlich gefärbte, lockere bis dichte Rasen oder handförmig große Herden. Ein Pflänzchen bildet häufig einen endständigen, linsenförmigen Brutbecher aus, der spezielle Brutkörper enthält und von freien Blättern umgeben ist. Die breit oval geformten, ganzrandigen, etwas glänzenden Blätter beherbergen rundlich sechseckige Laminazellen im Inneren. Jedes Blatt ist durch eine relativ dicke Blattrippe ausgezeichnet, die bis kurz vor die Blattspitze reicht. Die vergänglichen Protonemablätter sind mit blattartigen Auswüchsen versehen. Die Sporophytengeneration bildet aufrechte, symmetrische, dünn-zylindrische Kapseln aus, deren Peristom nur vier Zähne aufweist.

## Vorkommen
Das Georgsmoos ist in feuchten Wäldern beheimatet und kommt eigentlich überall in den temperierten Breiten der Nordhemisphäre vor. Im Flachland sind allerdings meist sterile Formen anzutreffen, während im Gebirge fertile überwiegen. Kümmerformen sind nicht selten. Das Moos bevorzugt als Substrat recht feuchtes, morsches Holz, kalkfreie Erde, oder auch seltener Roh-Humus.